# Tarka kúpcsiga
A tarka kúpcsiga (Calliostoma zizyphinum) a csigák (Gastropoda) osztályának a Vetigastropoda öregrendjébe, ezen belül a Calliostomatidae családjába tartozó faj.

## Előfordulása
A tarka kúpcsiga az Orkney-szigetektől, valamint Norvégiától Madeiráig, az Azori- és a Kanári-szigeteknél és a Földközi-tengerben található. Az Atlanti-óceánban és az Északi-tengerben a Calliostoma zizyphinum conuloide fordul elő, melynek alacsonyabb házát erősebben kiugró bordák díszítik. Számos átmeneti alakot is találunk. Egyikük csaknem fehér színű.

## Alfajai
- Calliostoma zizyphinum lyonsii (Leach, 1850)
- Calliostoma zizyphinum zizyphinum (Linnaeus, 1758)

## Megjelenése
A tarka kúpcsiga változatos színskálájú, fehéres alapon rőtbarnán foltos, rózsaszín, narancsvörös vagy kékeslila lehet. A kúposan tornyos háznak 9 - 11, hosszanti futású, finom bordákkal díszített, lapos kanyarulata van, nagysága elérheti a 3 centimétert. Köldöke (a csúccsal ellentétes oldalon levő hengeres mélyedés) nincs. A ház belső felületét gyöngyházréteg borítja.

## Életmódja
A tarka kúpcsiga sziklákon, kövek alatt és barnamoszatokon él, sekély vizekben, de nagyobb mélységekben is. A tarka kúpcsiga moszatokkal és a tengerfenékre lesüllyedt szerves törmelékkel táplálkozik.